# Popești (okręg Dolj)
Popești – wieś w Rumunii, w okręgu Dolj, w gminie Melinești. W 2011 roku liczyła 24 mieszkańców.